# Riksdagen 1564
Riksdagen 1564 ägde rum i Uppsala.
Ständerna sammanträdde den 29 januari 1564.
Mötet diskuterade det sedan augusti 1563 uppblossade kriget med Danmark. Kriget med Danmark hade även begränsat möjligheten föra in nattvardsvin och vatten hade börjat användas istället för vin. Denna fråga diskuterades och efter mötet skrev Laurentii Petri kritiskt om detta som ledde till den så kallade Likvoriststriden.
Under mötet sammanträdde Konungens nämnd och dömde bland andra Olof Gustafsson (Stenbock).
Riksdagen avslutades den 31 januari 1564.